# ASD Asti
Associazione Sportiva Dilettantistica Asti, zkráceně jen Asti je italský klub hrající v sezoně 2024/25 4. italskou fotbalovou ligu, sídlící ve městě Asti v regionu Piemont.

## Změny názvu klubu
- 1932/33 – 1939/40 – AC Asti (Associazione Calcio Asti)
- 1940/41 – 1942/43 – US Asti SC (Unione Sportiva Asti Sezione Calcio)
- 1945/46 – 1967/68 – AC Asti (Associazione Calcio Asti)
- 1968/69 – 1973/74 – GS Asti Ma.Co.Bi. (Gruppo Sportivo Asti Ma.Co.Bi.)
- 1974/75 – 1979/80 – AC Asti (Associazione Calcio Asti)
- 1980/81 – 1988/89 – AC Asti T.S.C. (Associazione Calcio Asti T.S.C.)
- 1989/90 – 2004/05 – AC Asti (Associazione Calcio Asti)
- 2005/06 – ACD Asti Colligiana (Associazione Calcio Dilettantistica Asti Colligiana)
- 2006/07 – 2014/15 – ACD Asti (Associazione Calcio Dilettantistica Asti)
- 2015/16 – 2018/19 – Asti Calcio FC (Asti Calcio Football Club)
- 2019/20 – ACD Asti (Associazione Calcio Dilettantistica Asti)

## Získané trofeje

### Vyhrané domácí soutěže
- 3. italská liga (1x)

1945/46

## Účast v ligách
| Úroveň soutěže | Název soutěže (nynější název) | První hraná sezona | Poslední hraná sezona | celkem odehraných sezon |
| -------------- | ----------------------------- | ------------------ | --------------------- | ----------------------- |
| 2              | Serie B                       | 1924/25            | 1928/29               | 5                       |
| 3              | Serie C                       | 1929/30            | 1984/85               | 18                      |
| 4              | Serie D                       | 1932/33            | 2024/25               | 35                      |
| 5              | Eccellenza                    | 1978/79            | 2013/14               | 11                      |

## Trenéři

### Známí trenéři v klubu
- Renato Cattaneo (1937–1938, 1941–1942)
- Angelo Domenghini (1980–1981)
- Lucio Mujesan (1985–1987)